# كريستوفر فورستر
كريستوفر فورستر (بالإنجليزية: Christopher Forrester)‏ (17 ديسمبر 1992 بدبلن في جمهورية أيرلندا - ) هو لاعب كرة قدم أيرلندي في مركز جناح ‏. شارك مع منتخب جمهورية أيرلندا تحت 21 سنة لكرة القدم. أما مع النوادي، فقد لعب مع باتريك أتلتيك ونادي بوهيميان ونادي بيتربورو يونايتد.

## وصلات خارجية
- كريستوفر فورستر على موقع الاتحاد الأوربي (الإنجليزية)
- كريستوفر فورستر على موقع قاعدة بيانات كرة القدم.إي يو (الإنجليزية)
- كريستوفر فورستر على موقع Soccerbase.com (لاعب) (الإنجليزية)
- كريستوفر فورستر على موقع Soccerway.com (الإنجليزية)
- كريستوفر فورستر على موقع عالم كرة القدم.نت (الإنجليزية)